# Opus (música)
Opus(del latín opus 'obra') es un término que se aplica en música para catalogar las obras de la mayoría de compositores.

## Antecedentes históricos
Desde el siglo XVII, se comenzó a utilizar esta forma de catalogación cada vez que se publicaba una obra, precediendo la palabra opus, o su abreviatura op., al número de orden de la misma.

### Los casos de Bach, Mozart y Beethoven; el WoO
Johann Sebastian Bach nunca numeró sus obras, y en los casos de Franz Joseph Haydn y de Wolfgang Amadeus Mozart, los números se aplicaban al azar, y con frecuencia correspondía hacerlo al editor, más que a los propios compositores. Ludwig van Beethoven fue uno de los primeros que realmente emplearon una numeración con cierto orden, al menos para sus obras más prominentes. «WoO» significa Werk ohne Opuszahl (en alemán, «obra sin número de opus») (en particular, en el caso de Beethoven). Este catálogo también aplica en algunas obras de Johannes Brahms o Charles-Valentin Alkan.

### El opus póstumo
El opus póstumo se referenciaba en latín como «op. posth.», abreviatura de opus posthumus. Sin embargo, no todos los compositores que tienen opus póstumos publicados tienen estas obras clasificadas como tales. Beethoven, por ejemplo, siguió generando números de opus después de morir, como en Rabia por haber perdido una moneda, publicado como su Opus 129, lo que sugiere un trabajo tardío, pero que en realidad data de la década de 1790. Otro ejemplo es Felix Mendelssohn, cuyas dos últimas sinfonías (la Sinfonía n.º 4, la «Italiana», y la Sinfonía n.º 5, la Reforma) estaban entre los muchos números de opus creados por sus editores después de su fallecimiento. El compositor polaco Frédéric Chopin fue uno de los primeros en emplear obras póstumas, como en sus Polonesas que fueron escritas en sus primeros años de vida o en sus últimos Valses.

### El Barroco y el periodo clásico
Las obras de algunos compositores, especialmente de la época barroca y clásica, se catalogaron posteriormente a ellos, identificando con unas letras que designan al erudito que realizó la catalogación, seguidas de unos números que identifican la obra, habitualmente asignados por orden cronológico:
- Las obras de Karl Friedrich Abel, que a menudo se mencionan con su número de opus de publicación original (por ejemplo, sus sinfonías Op. 17), también reciben el número de catálogo asignado por Walter Knape en su Bibliographisch-thematisches Verzeichnis der Kompositionen von Karl Friedrich Abel (Cuxhaven: W. Knape, 1972).
- Las de Carl Philipp Emanuel Bach tienen dos sistemas de numeración: el Wotquenne, que es el más antiguo (abreviado como Wq.), desarrollado por Alfred Wotquenne en su catálogo publicado en 1905, y el más completo y actualizado, de E. Eugene Helm (abreviado como H.), tal como se presenta en su Thematic Catalogue of the Works of C. P. E. Bach (New Haven: Yale University Press, 1989).
- También las obras de Christoph Willibald Gluck se nombran por el catálogo elaborado por Alfred Wotquenne (Wq.)
- Las de Johann Christian Bach suelen mencionarse con el número de opus que les dieron sus editores originales, lo que puede provocar problemas de identificación, porque diferentes editores usaron el mismo número de opus. Por ejemplo, «Op. 18» se usó para tres grupos de obras: Seis Grand Overtures, Deux sinfonías y Cuatro sonatas y dos duetos. Debido a esto, algunos usan el sistema de C. S. Terry: John Christian Bach (2.ª edición, Londres: Oxford University Press, 1967) como base para un estándar de facto, aplicando el número de página y el número de íncipit de Terry para identificarlas, aun cuando el propio Terry no usó tales números con propósito de catalogación. (Para una lista breve de estos números, véase Christoph Wolff et al., The New Grove Bach Family [NY: Norton, 1983], pp. 341ff.) A veces, se usan los números del Catálogo Temático de Collected Works of Johann Christian Bach (ed. Ernest Warburton; NY: Garland Publishing, 1985).
- Las obras de Johann Sebastian Bach se conocen por su número BWV o Bach-Werke-Verzeichnis, según el catálogo de Wolfgang Schmieder.
- Las obras de Wilhelm Friedemann Bach fueron catalogadas por Martin Falck en 1913, y a menudo se mencionan con el número F (o Falck) como referencia.
- Las obras de Marc Antoine Charpentier se mencionan con el número H o Hitchcock, derivado de Hugh Wiley Hitchcock.
- Las de Dietrich Buxtehude se identifican con el número BuxWV (Buxtehude-Werke-Verzeichnis) y fue compilado por Georg Karstädt en 1974 como Thematisch-Systematisches Verzeichnis der Musikalischen Werke von Dietrich Buxtehude.
- Las de Georg Friedrich Händel suelen identificarse por su número HWV (Händel-Werke-Verzeichnis), tal como fueron asignadas en el Verzeichnis der Werke Georg Friedrich Händels de Bernd Baselt.[2]
- Las de Joseph Haydn se mencionan con su número Hob o Hoboken, por la clasificación que hizo Anthony van Hoboken en 1957.
- Las de Franz Liszt se mencionan con el número S o Searle, por la clasificación de Humphrey Searle en la década de los sesenta, en su obra The Music of Liszt. Alternativamente, se usa R para referirse al catálogo de referencia Franz Liszt: Leben und Schaffen, de Peter Raabe (1931).
- Las obras de Wolfgang Amadeus Mozart se mencionan con su número K o Köchel, según el catálogo de Ludwig von Köchel. En la Europa continental, es más frecuente la abreviatura alemana «KV», que corresponde a Köchel-Verzeichnis.
- Las de Antonio Rosetti se mencionan habitualmente con los números del catálogo de Sterling E. Murray, encargado del Departamento de Historia de la Música de la Universidad West Chester de Pensilvania (), aunque hay números más antiguos que provienen del catálogo de Oskar Kaul, que data de 1912. Por ejemplo, la popular sinfonía La Chasse tiene asignada la numeración «Murray A20/Kaul I:18».
- Las obras para clavecín de Domenico Scarlatti tienen dos sistemas de numeración: la L o Longo, de la edición de Alessandro Longo, referente al piano, y la K o Kirkpatrick, números que provienen de la edición facsímil de Ralph Kirkpatrick.
- Las obras de Franz Schubert se mencionan con su número D o Deutsch, según el catálogo de Otto Erich Deutsch.
- Las sonatas para teclado de Antonio Soler suelen mencionarse con su número R, según el catálogo del padre Samuel Rubio Calzón.
- Las obras de Antonio Vivaldi se citan con su número RV o Ryom-Verzeichnis, en atención al catálogo de Peter Ryom.
- Las de Richard Wagner incluyen su número WWV o Wagner-Werk-Verzeichnis, que también incluyen sus obras no musicales.
- Las composiciones de Henry Purcell fueron catalogadas por Franklin B. Zimmerman en su libro Henry Purcell, 1659-1695: an analytical catalogue of his music. Al número de opus se antecede la Z (de Zimmerman). Una característica de este catálogo es que no guarda ningún orden cronológico (pese a que la mayoría de las obras del catálogo están acompañadas de su fecha de composición), sino que están ordenadas por tipo de composición; por ejemplo, del opus Z.001 al Z.065 son himnos; del Z.570 al Z.613, música incidental para teatro, etcétera.